# Engelberga
Engelberga (o Angilberga, muerta entre el año 896 y 901) fue la esposa de Luis II el Joven, emperador carolingio y rey de Italia, desde su casamiento el 5 de octubre de 851 hasta la muerte de su marido el 12 de agosto de 875. 

## Biografía
Como emperatriz, ejerció una influencia poderosa sobre su marido. Pertenecía a la familia de los supónidas, de origen franco, establecida originalmente en los condados de Brescia, Parma, Plasencia, Módena y Bérgamo, que prosperó durante el reinado en Italia de Luis. Engelberga, según fuentes secundarias, era probablemente la hija de Adalgiso I de Spoleto, duque de Spoleto y conde de Parma.
En 868, y a instancias de su marido y emperador que le había concedido el señorío, Engelberga se convirtió en abadesa (seglar) de San Salvador, en Brescia, un monasterio con una larga historia de abadesas de familias reales lombardas y carolingias. En 896, era la abadesa de su propia fundación del monasterio de San Sixto, en Plasencia. 
En enero de 872, la aristocracia del Imperio en Italia trató de expulsarla de la corte, pues no había sido capaz de darle al emperador ningún hijo varón. En su lugar, su esposo Luis II abrió negociaciones con Luis el Germánico, rey de Francia Oriental y tío del propio Luis II, para hacerlo su heredero (ya que había nombrado a Carlomán de Baviera, hijo de Luis el Germánico, su sucesor en Italia). 
A la muerte de Luis II el Joven, la nobleza italiana eligió a Carlos el Calvo, rey de Francia Occidental, como rey de Italia, logrando dejar fuera de la corte imperial a Engelberga. Bosón de Provenza, conde de Vienne y vasallo fiel de Carlos el Calvo, secuestró a Engelberga y a su única hija superviviente habida con el anterior emperador Luis II, Ermengarda de Italia. Boso la forzó a casarse con él en junio de 876, al mismo tiempo que era nombrado gobernador en Italia del nuevo emperador, Carlos el Calvo, con el título de duque. 
Con el apoyo de la emperatriz viuda Engelberga, Boso se declaró a sí mismo rey de Provenza el 15 de octubre de 879, oponiéndose al nuevo emperador, Carlos III el Gordo, heredero de Luis el Germánico. Por este apoyo a su yerno frente al nuevo emperador alemán, Engelberga fue desterrada de Italia a un monasterio en Suabia. Después de que las fuerzas de Carlos III el Gordo tomaran Vienne en 882, se permitió a Engelberga regresar a Italia y recuperar sus posesiones.

## Descendencia
Engelberga y Luis II el Joven tuvieron dos hijas:
- Gisela (entre 852/855 - † antes del 28 de abril de 868). Abadesa del Monasterio de San Salvador de Brescia a partir del año 861.
- Ermengarda de Italia (entre 852/855 - † antes del 2 de junio de 896). En el año 876 fue la segunda esposa de Bosón de Provenza, conde de Vienne, duque y regente del emperador Carlos el Calvo en Provenza y más tarde (octubre de 879), coronado Rey de la Baja Borgoña.